# 小黒丸城
小黒丸城（おくろまるじょう/おぐろまるじょう）は、福井県福井市黒丸町にあった南北朝時代の日本の城。足羽七城の一つで、別名郡黒丸城。本城にあたる北西の大黒丸城と合わせて「黒丸城」と総称される。

## 概要
九頭竜川と足羽川の合流部に近い沖積地に築かれた平城である。集落名から「郡黒丸城」とも呼ばれる。大黒丸城とは約6キロメートルの距離がある。
築城年は定かでないが『太平記』によれば、北朝方で越前国の守護・斯波高経と南朝方の新田義貞との間で越前における争乱が勃発し、延元3年/建武5年（1338年）2月の日野川の戦いで新田勢が斯波勢を越前国府から敗走させ、落ち延びた斯波高経が新たな拠点としたものが黒丸城である。
高経はこのとき、黒丸城周囲に支城として「足羽七城」（または足羽城）と呼ばれる複数の城塞群を築いているが、小黒丸城も「七城」の一つに数えられる場合がある。なお『太平記』の中では、大黒丸・小黒丸という書き分けはなく一貫して「黒丸城」となっている。

## 黒丸城をめぐる戦い
『太平記』によると、新田義貞らは延元3年/建武5年（1338年）5月から黒丸城と足羽七城に大規模な攻撃を開始した。5月2日の戦いでは撃退され、21日にも準備がなされたが、後醍醐天皇により義貞を京都へ呼び戻そうとする動きがあったため中断した。
そして、閏7月2日には30000の兵力で再び攻勢をかけた。しかし藤島城攻略に苦戦する自軍を督戦するため50騎の手勢で藤島城へ向かった義貞は、小黒丸城から出撃した斯波方の軍勢300と鉢合わせしてしまい、あえなく戦死する（藤島の戦い）。
その後の新田勢は弟の脇屋義助が中心となって尚も斯波高経と対峙し、延元4年/暦応2年（1339年）7月に黒丸城を攻略して一時は高経を加賀国（石川県）に撤退させた。しかしその後奪還され義助は美濃国（岐阜県）に落ち、暦応4年/興国2年（1341年）までには越前全域は斯波高経が掌握することとなった。
現在は水田・宅地化しており、地表上に遺構は見られないが、石碑が建てられている。また埋蔵文化財包蔵地としては「黒丸遺跡」として登載されているが、城跡という種別では記載されていない。

## 交通アクセス
- えちぜん鉄道三国芦原線 新田塚駅から、
  - 福井市乗合タクシー 高屋線「二日市第2」行きで約7分「黒丸」下車、約200 m。 ※休日・年始運休
  - タクシーまたは徒歩 約2 km。